# Liste der Pfarren im Dekanat Wilten-Land
Das Dekanat Wilten-Land ist ein Dekanat der römisch-katholischen Diözese Innsbruck.
Es umfasst 14 Pfarren.

## Pfarren mit Kirchengebäuden
| Pfarre                  | Seelsorgeraum                                                     | Patrozinium                        | Kirchengebäude                                                            | Bild |
| Aldrans                 | Glungezer (Aldrans – Ampass – Rinn – Tulfes)                      | Hl. Martin                         | Pfarrkirche Aldrans                                                       |      |
| Ampass                  | Glungezer (Aldrans – Ampass – Rinn – Tulfes)                      | Hl. Johannes der Täufer            | Pfarrkirche Ampass                                                        |      |
| Ellbögen                | Patscherkofel (Ellbögen – Igls – Lans – Patsch – Sistrans – Vill) | Hl. Petrus                         | Pfarrkirche Ellbögen Ortskapelle Erlach, Kratzer-Kapelle in Innerellbögen |      |
| Gries im Sellrain       | Sellraintal (Gries – Sellrain – St. Sigmund)                      | Hl. Martin                         | Pfarrkirche Gries im Sellrain                                             |      |
| Igls                    | Patscherkofel (Ellbögen – Igls – Lans – Patsch – Sistrans – Vill) | Hl. Ägidius und vierzehn Nothelfer | Pfarrkirche Igls Wallfahrtskirche Heiligwasser                            |      |
| Lans                    | Patscherkofel (Ellbögen – Igls – Lans – Patsch – Sistrans – Vill) | Hl. Lambert                        | Pfarrkirche Lans                                                          |      |
| Mutters                 | Mutters – Natters                                                 | Hl. Nikolaus                       | Pfarrkirche Mutters Herz-Jesu-Kirche in Kreith                            |      |
| Natters                 | Mutters – Natters                                                 | Hl. Michael                        | Pfarrkirche Natters                                                       |      |
| Patsch                  | Patscherkofel (Ellbögen – Igls – Lans – Patsch – Sistrans – Vill) | Hl. Donatus                        | Pfarrkirche Patsch                                                        |      |
| Rinn                    | Glungezer (Aldrans – Ampass – Rinn – Tulfes)                      | Hl. Andreas                        | Pfarrkirche Rinn                                                          |      |
| Sellrain                | Sellraintal (Gries – Sellrain – St. Sigmund)                      | Hl. Anna                           | Pfarrkirche Sellrain Wallfahrtskirche Sellrain                            |      |
| Sistrans                | Patscherkofel (Ellbögen – Igls – Lans – Patsch – Sistrans – Vill) | hl. Gertraud von Nivelles          | Pfarrkirche Sistrans                                                      |      |
| St. Sigmund im Sellrain | Sellraintal (Gries – Sellrain – St. Sigmund)                      | Hl. Sigmund                        | Pfarrkirche St. Sigmund im Sellrain                                       |      |
| Tulfes                  | Glungezer (Aldrans – Ampass – Rinn – Tulfes)                      | Hl. Thomas                         | Pfarrkirche Tulfes                                                        |      |
| Vill                    | Patscherkofel (Ellbögen – Igls – Lans – Patsch – Sistrans – Vill) | Hl. Martin                         | Pfarrkirche Vill                                                          |      |
| Völs                    |                                                                   | Jesus Christus in Emmaus           | Pfarrkirche Völs Alte Pfarrkirche hll. Jodok und Luzia                    |      |